# Amsactarctia pulchra
Amsactarctia pulchra är en fjärilsart som beskrevs av Rothschild 1933. Amsactarctia pulchra ingår i släktet Amsactarctia och familjen björnspinnare. Inga underarter finns listade i Catalogue of Life.